# More than friendship
More than friendship ist ein deutscher Independent-Spielfilm des Regisseurs Timmy Ehegötz aus dem Jahre 2013.
Der Film erzählt die gemeinsame Liebe von Mia, Lukas und Jonas auf einer Reise jenseits gesellschaftlicher Konventionen. Die ungebrochene Lebenslust des Trios wird durch einen Schicksalsschlag auf eine ungeahnte Probe gestellt und führt die innige Gemeinschaft auf ein letztes gemeinsames Abenteuer.
Das studentische Filmprojekt feierte am 28. Juli 2013 im Filmkunst 66 in Berlin seine Team-Premiere. Der Film lief seit dem 3. Oktober 2013 bundesweit in ausgewählten Programmkinos. Die Gesamtspielfilmlänge beträgt 88 Minuten.

## Handlung
Mia, Lukas & Jonas sind seit ihrer frühsten Kindheit ein Herz und eine Seele. Doch seit drei Jahren ist alles anders. Aus Freundschaft ist Liebe geworden, die alle Konventionen sprengt. Doch mit ihrer Sexualität und dreisamen Beziehung ecken sie in der Gesellschaft immer wieder an...
Einmal im Jahr unternimmt das Trio eine Reise. Hierbei lassen sie ihren Emotionen freien Lauf. Mia, Lukas & Jonas versuchen damit wenigstens in dieser Zeit die gesellschaftlichen Zwänge und Tabus abzuschütteln. Nun steht wieder eine solche Reise an. Und genau hier setzt der Film ein: Mit einem angemieteten Wohnmobil sind sie unterwegs. Doch diesmal haben sich die Rahmenbedingungen verändert. Bei Jonas wurde vor ein paar Monaten ein Bauchspeicheldrüsenkrebs im Endstadium diagnostiziert. Sie wissen: Es ist ihr letztes gemeinsames Abenteuer. Mia und Lukas wollen ihrem kranken Freund beistehen und möglichst nicht an den bevorstehenden Tod denken.
Doch der Schwur, die letzte Reise ausschließlich in Freude zu verbringen, misslingt, als sie ihre Ängste und Trauer nach und nach nicht mehr verbergen können. Kurz vor dem Ende der Reise werden die Schmerzen für Jonas unerträglich und die Hoffnung aller schwindet.

## Produktion
Regie führte Timmy Ehegötz. Die Filmproduktion erfolgte durch das Filmstudio „Beyond Pictures“. Das Budget des Filmprojekts (insgesamt 33.050 Euro) wurde zum Großteil von den Beteiligten selbst finanziert. 4.965 Euro wurden über eine Crowdfunding-Kampagne eingenommen.
Gedreht wurde der Spielfilm vom 4. bis 26. August 2012 in Mecklenburg-Vorpommern, Niedersachsen, Berlin sowie Brandenburg mit einer Sony PMW-EX1R (Full HD, 16:9). Insgesamt wurden 37 Stunden und 35 Minuten Filmmaterial aufgezeichnet. Ein Nachdreh fand für zwei Tage im Mai 2013 statt. Die Gesamtspielfilmlänge beträgt 88 Minuten.
Die Postproduktion begann im September 2012 (Rohschnitt). Von April bis Mitte Juli 2013 wurde der Feinschnitt fertiggestellt.
Ab dem 3. Oktober 2013 lief der Film bundesweit in ausgewählten Programmkinos. Am 29. November 2013 erschien die DVD zum Film im Handel.

## Festivals/Preise
Der Film war u. a. nominiert beim „VIEWSTER Online Film Festival 2014“ (kurz: VOFF) und gewann beim „Great Lakes International Film Festival 2014“ in der Kategorie „Best LGBT“.

Außerdem nahm der Film am „Fort Lauderdale Gay and Lesbian Film festivals 2014“ teil und war dort am 12. Oktober 2014 im Kino zu sehen.

## Soundtrack zum Film
Am 20. Oktober 2013 erschien der „Original Motion Picture Soundtrack“ (bestehend aus 16 Tracks; Lauflänge 46 Minuten) im Handel.

## Pressestimmen (Auswahl)
- Ein bewegender Film über Freundschaft und Liebe. Authentisch werden die Figuren beleuchtet, einfühlsam wird sich einem schwierigen Thema genähert. Ein bemerkenswertes Drama. unicum.de[6]
- Ein sehenswerter Film, der nicht nur mit seiner Erzählung, sondern ebenso mit seinen Darstellern zu überzeugen vermag. cinetastic.de[7]
- Eine besondere Beziehung, die über eine normale Freundschaft hinausgeht. Radio Fritz[8]
- Gefühlvoller und tiefer als so mancher Blockbuster. Emotional, spannend und ehrlich. Unsere Empfehlung: Anschauen! berlinimpuls.de[9]
- Drei Jugendfreunde, die nun ein Liebespaar zu Dritt sind, erleben einen Sommer voller Leidenschaft und Trauer. Gewagt konstruiertes Beziehungsdrama aus deutschen Landen. Blickpunkt:Film[10]
- Das hochgelobte Drama ist nun erhältlich. Gefühlvoll und ehrlich schildert der Film eine junge Dreier-Beziehung. „More than Friedship“ von Timmy Ehegötz überzeugt besonders durch die berührenden Darsteller. CR-Magazin[11]
- Der Film beweist „... mit seiner lockeren und liebenswerten Art, dass Filme auch große Themen in einer beeindruckenden Tiefe behandeln können, ohne dabei gleich zu verkopft zu sein“. dbna.de[12]
- More than Friendship ist sehr speziell, kontrovers, direkt und damit auch sicher das, was Ehegötz erreichen wollte. Dem jungen Team, aus dem viele Mitwirkende noch mitten im Studium stecken, ist auf jeden Fall ein Lob auszusprechen. Handwerklich solide gestalteten sie einem Thema, das nicht jedem schmeckt, aber jeder Mal probiert haben sollte. skunk.de[13]
- Ein so gar nicht studentisch wirkender Film mit schön anzusehenden Menschen in spannender Geschichte. In seinen besten Momenten erinnert der Film an Streifen (und Serien) wie ’Chanson der Liebe’ oder ’Doctor´s Diary’. Gut gemacht. Blu Magazin (Ausgabe 60)[14]
- Ein liebevoll und großartig gemachter Film. Schwule Welle – Radio Dreyeckland[15]
- Herausgekommen ist ein herrlicher Roadmovie, den man schnell lieben lernt und der zudem durch spannende Darsteller besticht. Kulturnews mit Michael Schmucker[16]
- Wie ein perfekter Sommertag: wunderschön! Sehr gut. omegabetazeta.de[17]
- Sehr emotionaler Film lovefilm.de[18]
- Ein schöner Film. sissy – Magazin (Ausgabe 20)[19]
- Mia, Lukas und Jonas sind beste Freunde seit Kindertagen, und irgendwie ist daraus in den letzten paar Jahren eine Dreiecks-Liebesbeziehung geworden, mit allem, was an Emotion, Pathos und Sexualleben so dazu gehört. Nicht überall stößt das auf Begeisterung, am wenigsten in diesem Fall in den eigenen Elternhäusern, was Mia, Lukas und Jonas aber nur noch stärker zusammen schweißt. Nun wollen sie wie jedes Jahr gemeinsam den Urlaub verbringen, als eine schlimme Nachricht die ausgelassene Stimmung trübt. VideoMarkt[20]